# Jindřich Kostrba
Jindřich Kostrba (22. října 1883 Kutná Hora – 24. září 1926 Praha) byl český vojenský pilot, který jako první příslušník rakousko-uherského letectva dosáhl tří vzdušných vítězství během jediného dne, konkrétně 18. února 1916, přičemž stejného skóre docílil i 29. června 1916. Celkem dosáhl 8 sestřelů, čímž se stal leteckým esem.
Po skončení první světové války podpořil vznik samostatného Československa a byl jmenován prvním velitelem československého letectva. Jindřich Kostrba zahynul 24. září 1926 při srážce dvou letounů ve vzduchu.

## Mládí a vojenská služba
Jindřich Kostrba se narodil v Kutné Hoře roku 1883 jako Heinrich Kostrba do rodiny nižší české šlechty, Kostrbů ze Skalice. V roce 1903 nastoupil službu u 73. pěšího pluku rakousko-uherské armády. Do května 1911 dosáhl hodnosti nadporučíka (Oberleutnant). Kostrba se intenzivně zajímal o letectví a ještě před vypuknutím první světové války se kvalifikoval jako letecký pozorovatel.

## První světová válka

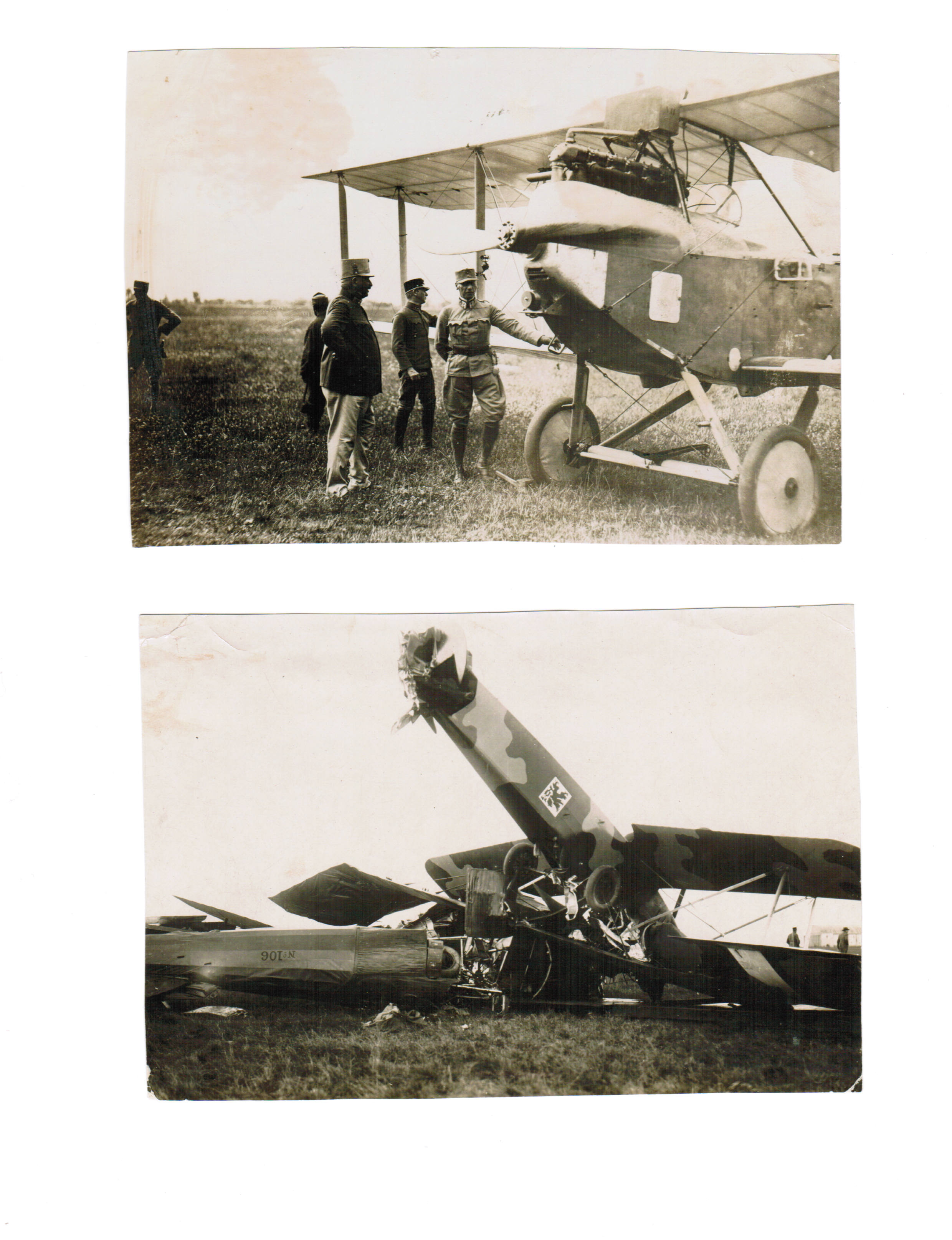
Nahoře: Kostrba (vpravo) u svého letounu Hansa-Brandenburg; 1916.
Dole: Vrak Kostrbova letounu Ab-11 po havárii dne 24. září 1926.

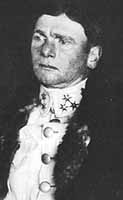
Jindřich Kostrba v době kdy působil u Fliku 8, rok 1915

Kostrba se v roce 1914 zapojil do bojů proti Rusku v řadách jednotky Flik 8 (Fliegerkompanie) k.u.k. Luftfahrtruppen. Za svou bojovou činnost obdržel rakouský Vojenský záslužný kříž III. třídy a německý Železný kříž II. třídy. V květnu 1915 byl povýšen do hodnosti kapitána (Hauptmann).
V červenci 1915 byl Kostrba převelen k letecké setnině Flik 4, která se účastnila bojů na Soči v severní Itálii. U této jednotky prošel pilotním výcvikem, který úspěšně ukončil v říjnu 1915, načež sloužil jako zástupce velitele a pilot dvoumístného pozorovacího letounu Hansa-Brandenburg C.I a jednomístného stíhacího letounu Fokker Eindecker. Dne 18. února 1916 dosáhl na Fokkeru sériového čísla 03.51 tří potvrzených vítězství, z nichž byla dvě sdílená s dalšími piloty.
V březnu 1916 byl Kostrba jmenován velitelem jednotky Flik 23, kde létal pouze na letounech Hansa-Brandenburg C.I, ale přesto dokázal mezi 7. červnem a 20. srpnem 1916 sestřelit dalších pět nepřátelských strojů. V listopadu 1916 byl převelen do štábu Fliegerersatzkompanie 2.
S blížícím se koncem války v roce 1918 byl Kostrba jmenován velitelem pražské vojenské policie. Přesný důvod jeho jmenování není znám, každopádně poté, kdy byl českými orgány zadržen generál Paul Kestřanek, poslal Kostrba zpět do kasáren maďarské a rumunské jednotky, připravené zasáhnout proti převratu.

## Poválečná služba
Krátce po vyhlášení samostatného Československa 28. října 1918 již Kostrba organizoval nábor pilotů pro vznikající československé letectvo, do jehož čela byl jmenován jako první velící důstojník. Z této funkce byl následujícího roku odvolán. Důvodem jeho odchodu byly osobní a ideologické neshody s ministrem zahraničí Edvardem Benešem.
V roce 1921 se Kostrba vrátil k letectvu jako velitel letky. V září 1926 se chystal k odchodu z armády a plánoval kariéru u státních aerolinií. Týden před vstupem jeho rezignace v platnost byl pověřen velením přeletu skupiny jugoslávských letců z Prahy do Varšavy. Při vzletu této skupiny se dne 24. září 1926 jeho letoun ve výšce asi 9 metrů srazil s jedním jugoslávským strojem. Jindřich Kostrba havárii nepřežil. O čtyři dny později prošel Prahou pohřební průvod s jeho ostatky uloženými v rakvi na trupu letounu.